# Namibia karroo
Namibia karroo är en insektsart som först beskrevs av Abraham Munting 1967.  Namibia karroo ingår i släktet Namibia och familjen pansarsköldlöss. Inga underarter finns listade i Catalogue of Life.